# Wrodzony przerost nadnerczy

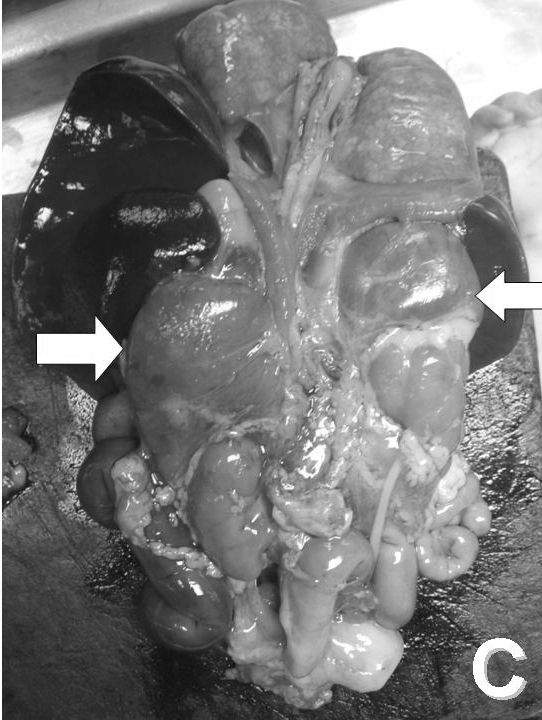
Pośmiertny obraz wrodzonego przerostu nadnerczy u noworodka. Przerośnięte nadnercza wskazano strzałkami (poniżej widoczne nerki)

Wrodzony przerost nadnerczy (zespół nadnerczowo-płciowy, ang. congenital adrenal hyperplasia, CAH) – grupa chorób charakteryzujących się nadmiernym wydzielaniem androgenów nadnerczowych z niedoborem kortyzolu wskutek genetycznie uwarunkowanego braku (lub niedoboru) enzymów szlaku biosyntezy hormonów nadnerczy, przede wszystkim 21-hydroksylazy i 11β-hydroksylazy. 

## Epidemiologia
Wrodzony przerost nadnerczy spowodowany niedoborem 21-hydroksylazy (najczęstsza postać CAH) występuje u 1-2% pacjentek z klinicznymi objawami androgenizacji.

## Etiologia
Mutacja genu CYP21 powoduje niedobór lub brak enzymu 21-hydroksylazy, czego skutkiem jest brak syntezy kortyzolu i aldosteronu. Niedobór kortyzolu pobudza przedni płat przysadki do wydzielania ACTH, który z kolei pobudza czynność nadnerczy. Rezultatem tego jest nagromadzenie się 17-OH-progesteronu i steroidów nadnerczowych, których biosynteza nie jest zaburzona przez defekt enzymatyczny i którą nasila nadmiar ACTH: dehydroepiandrostendionu, androstendionu i testosteronu. 
Istnieje jeszcze kilka postaci CAH:
| Typ CAH                                                    | OMIM        | Uszkodzony gen (locus) | Kodowane białko | Substrat(y)                                  | Produkt(y)                                  |
| ---------------------------------------------------------- | ----------- | ---------------------- | --------------- | -------------------------------------------- | ------------------------------------------- |
| Związany z niedoborem 21-hydroksylazy                      | OMIM 201910 | 6p21.3                 | P450c21         | 17-OH-progesteron→ progesteron→              | 11-deoksykortyzol DOC                       |
| Związany z niedoborem 20,22-desmolazy                      | OMIM 201710 | 8p11.2 15q23-q24       | StAR P450scc    | cholesterol→                                 | pregnenolon                                 |
| Związany z niedoborem 17α-hydroksylazy                     | OMIM 201810 | 10q24.3                | P450c17         | pregnenolon→ progesteron→ 17-OH-pregnenolon→ | 17-OH-progesteron 17-OH-progesteron DHEA    |
| Związany z niedoborem dehydrogenazy 3β-hydroksysteroidowej | OMIM 201810 | 1p13                   | 3βHSD II        | pregnenolon→ 17-OH-pregnenolon→ DHEA→        | progesteron 17-OH-progesteron androstendion |
| Związany z niedoborem 11β-hydroksylazy                     | OMIM 202010 | 8q21-22                | P450c11β        | 11-deoksykortyzol→ DOC→                      | kortyzol kortykosteron                      |

## Objawy kliniczne i przebieg
Przebieg CAH jest bardzo różnorodny w zależności od stopnia niedoboru 21-hydroksylazy. Wyróżniamy cztery postaci choroby związanej z niedoborem 21-hydroksylazy:
- postać klasyczna z utratą soli
- postać klasyczna bez utraty soli
- postać nieklasyczna, o późnym początku
- postać kryptogenna (bezobjawowa).

Postać klasyczna z utratą soli wiąże się z całkowitym brakiem enzymu, objawia się w okresie noworodkowym, na obraz kliniczny składają się:
- wymioty
- biegunki
- odwodnienie (w niedoborze 21-hydroksylazy) lub przewodnienie (w niedoborze 11-hydroksylazy)
- hiponatremia
- hiperkaliemia (w niedoborze 21-hydroksylazy) lub hipokaliemia (w niedoborze 11-hydroksylazy)
- kwasica metaboliczna

Może rozwinąć się wstrząs, prowadzący do zgonu.
Obraz kliniczny postaci klasycznej bez utraty soli uwarunkowany jest głównie przez hipokortyzolemię i nadmiar androgenów, najważniejsze objawy to:
- skłonność do przełomów nadnerczowych
- hipoglikemia
- wstrząs.

Postać nieklasyczna ma niecharakterystyczny obraz kliniczny i ujawnia się później, mogą wystąpić:
- przedwczesne dojrzewanie płciowe
- przyspieszenie wzrastania
- przedwczesna mineralizacja chrząstek nasadowych
- zaburzenia tożsamości płciowej u dziewczynek w kierunku męskim
- u kobiet objawy androgenizacji:
  - hirsutyzm
  - łojotok
  - łysienie skroniowe
  - zaburzenia miesiączkowania

Do odległych następstw choroby należą: 
- niskorosłość
- objawy jak w zespole policystycznych jajników
- zespół metaboliczny
- bezpłodność (40-50% kobiet)
- guzy nadnerczy (40% pacjentów z postacią klasyczną).

## Rozpoznanie
- Wzrost stężenia ACTH oraz androgenów, spadek stężenia kortyzolu w surowicy.
- W przypadku defektu 21-hydroksylazy, stężenie 17α-hydroksyprogesteronu jest duże.
- W przypadku defektu 11β-hydroksylazy, stężenie 11-deoksykortyzolu jest duże.
- Test pobudzenia ACTH.
- Typowanie układu HLA
- Wzrost stężenia LH i mniejszy FSH

Identyfikacja nosiciela genu możliwa jest przez bezpośrednią lub pośrednią analizę DNA. Diagnostyka prenatalna polega na oznaczeniu aktywności 17α-hydroksyprogesteronu w płynie owodniowym lub analizie DNA uzyskanego z kosmków trofoblastu

## Leczenie
- Podawanie glikokortykosteroidów.
- Podawanie mineralokortykoidów w razie niedoboru aldosteronu.
- Podawanie leków antyandrogennych w razie wirylizacji u kobiet.
- Odpowiednie zabiegi chirurgiczne[1][2] wykonane przez doświadczonego chirurga dziecięcego lub urologa dziecięcego pozwalają odtworzyć kobiece narządy płciowe u noworodków żeńskich.